# Kees Prins
 (janvier 2019).
Si vous disposez d'ouvrages ou d'articles de référence ou si vous connaissez des sites web de qualité traitant du thème abordé ici, merci de compléter l'article en donnant les références utiles à sa vérifiabilité et en les liant à la section « Notes et références ».
Kees Prins, né  Cornelis Willibrordus Maria Prins le 7 avril 1956 à Heemstede, est un acteur, doubleur et chanteur néerlandais.

## Filmographie

### Cinéma et doublage
- 1982 : Sprong naar de liefde (nl)
- 1983 : Still Smokin de Tommy Chong[2]
- 1987 : Count Your Blessings de Pieter Verhoeff : Quizmaster[3]
- 1989 : Theo en Thea en de ontmaskering van het tenenkaasimperium (nl)
- 1996 : La Robe, et l'effet qu'elle produit sur les femmes qui la portent et les hommes qui la regardent de Alex van Warmerdam[4]
- 1999 : No Trains No Planes de Jos Stelling[5]
- 1999 : Toy Story 2  de John Lasseter, Ash Brannon et Lee Unkrich
- 2001 : Bij ons in de Jordaan (nl)
- 2006 : Waiter ! de Alex van Warmerdam[6]
- 2006 : De uitverkorene (nl)
- 2009 : De Hel van '63 (nl)
- 2013 : Patrons de Colin Huijser : Harold Keizer[7]